# 1978 en astronomie
Cet article présente les évènements qui se sont produits pendant l'année 1978 dans le domaine de l'astronomie.
| Années de l'astronomie : 1975 - 1976 - 1977 - 1978 - 1979 - 1980 - 1981    |
| Décennies de l'astronomie : 1940 - 1950 - 1960 - 1970 - 1980 - 1990 - 2000 |

- Évènements

## Janvier
- 26 janvier : mise en orbite terrestre de l'International Ultraviolet Explorer, un télescope spatial ultraviolet[1].

## Mai
- 20 mai : Lancement de Pioneer Venus 1, la 1ère sonde américaine en orbite autour de Vénus[2].

## Juin
- 22 juin : découverte de Charon, le plus gros satellite de Pluton, par James W. Christy[3]. Il nomme la lune, Charon en référence à son épouse Charlene ("Char") et au passeur des enfers de la mythologie grecque (associé à Pluton dans la mythologie romaine)[4].

## Août
- 8 Août : Lancement de Pioneer Venus 2, dans le but de collecter des données sur l'atmosphère de Vénus[5].